# T.I. vs T.I.P.
T.I. vs T.I.P. – piąty studyjny album amerykańskiego rapera T.I. Został wydany 3 lipca 2007 nakładem wytwórni Grand Hustle i Atlantic. W pierwszym tygodniu sprzedał się ilości 468.000 egzemplarzy. Płyta zebrała dość mieszane recenzje, ale również pozytywne. Jest to pierwszy album tego rapera, który nie zawiera produkcji DJ Toompa, a drugi przy współpracy z The Neptunes.

## Lista utworów
1. "Act I (T.I.P.)"
2. "Big Shit Poppin' (Do It)"
3. "Raw"
4. "You Know What It Is" (feat. Wyclef Jean)
5. "Da Dopeman"
6. "Watch What You Say To Me" (feat. Jay-Z)
7. "Hurt" (feat. Alfamega & Busta Rhymes)
8. "Act II (T.I.)"
9. "Help Is Coming"
10. "My Swag" (feat. Wyclef Jean)
11. "We Do This"
12. "Show It to Me" (feat. Nelly)
13. "Don't You Wanna Be High"
14. "Touchdown" (feat. Eminem)
15. "Act III (T.I. vs. T.I.P.) The Confrontation"
16. "Tell 'Em I Said That"
17. "Respect This Hustle"
18. "My Type"

## Notowania
| Lista (2006)             | Pozycja |
| ------------------------ | ------- |
| Billboard 200            | 1       |
| Top R&B/Hip-Hop Albums   | 1       |
| Top Rap Albums           | 1       |
| Canadian Albums Chart    | 7       |
| New Zealand Albums Chart | 37      |
| French Albums Chart      | 108     |
| Japanese Albums Chart    | 21      |
| Swiss Albums Chart       | 59      |